# Parma (genre)
Pour les articles homonymes, voir Parma.
Genre
Parma est un genre de poissons de la famille des Pomacentridae.

## Liste des espèces
Selon FishBase (22 janv. 2017) et World Register of Marine Species (22 janv. 2017) :
- Parma alboscapularis Allen & Hoese, 1975
- Parma bicolor Allen & Larson, 1979
- Parma kermadecensis Allen, 1987
- Parma mccullochi Whitley, 1929
- Parma microlepis Günther, 1862
- Parma occidentalis Allen & Hoese, 1975
- Parma oligolepis Whitley, 1929
- Parma polylepis Günther, 1862
- Parma unifasciata (Steindachner, 1867)
- Parma victoriae (Günther, 1863)

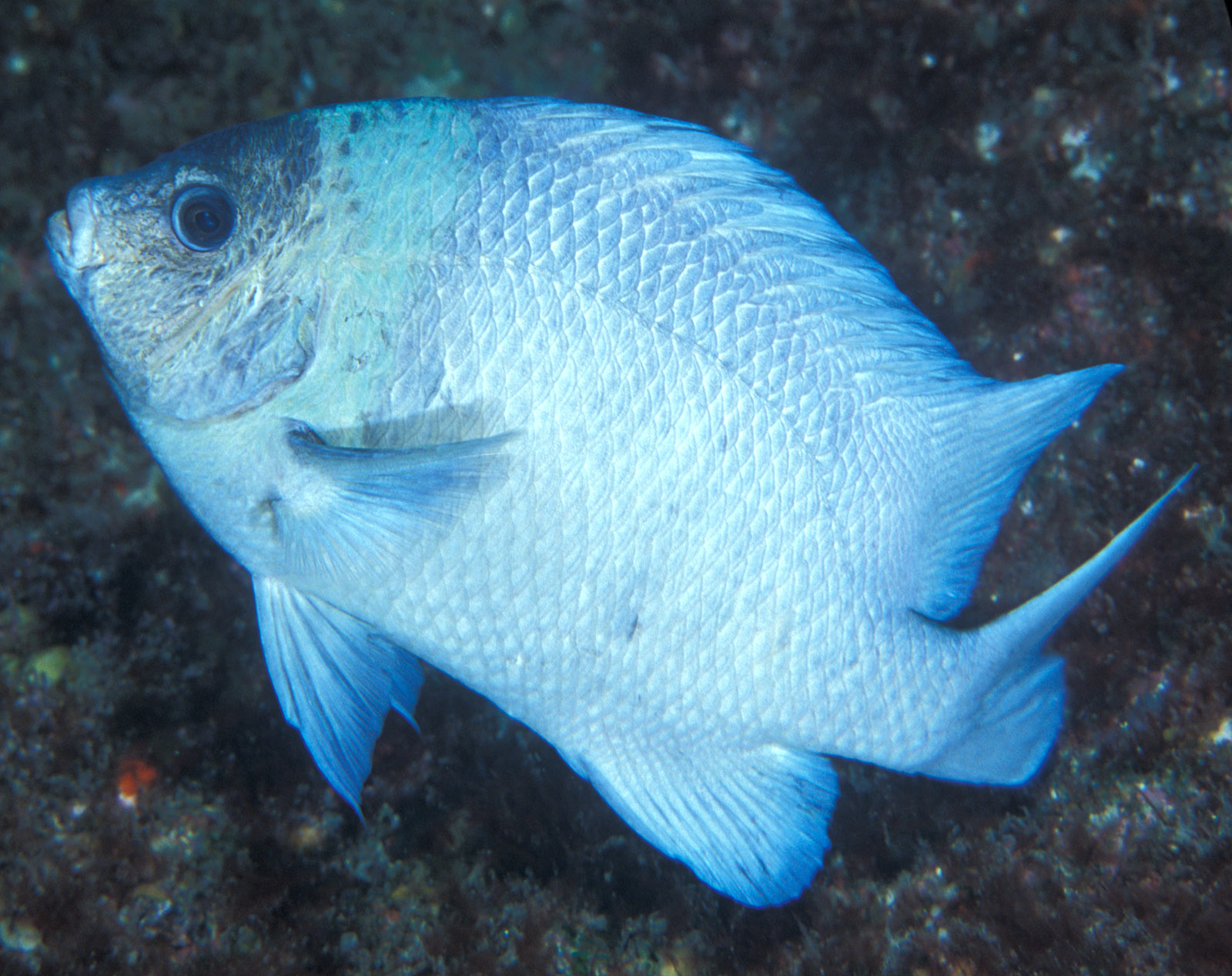
Parma kermadecensis
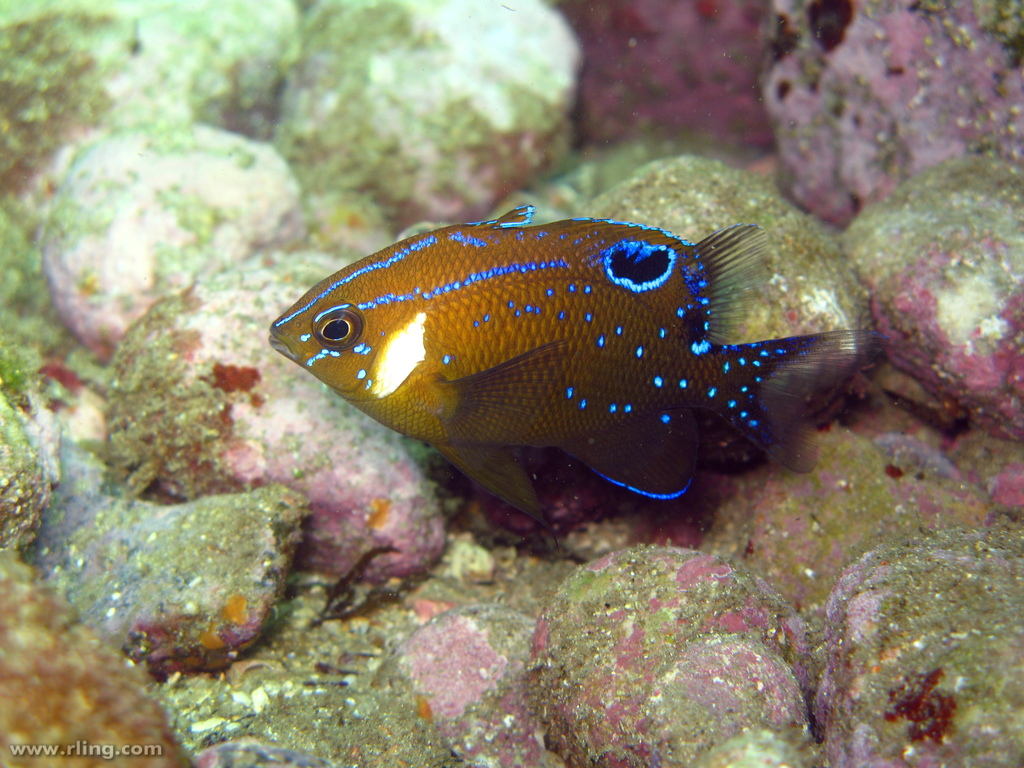
Parma microlepis juvénile
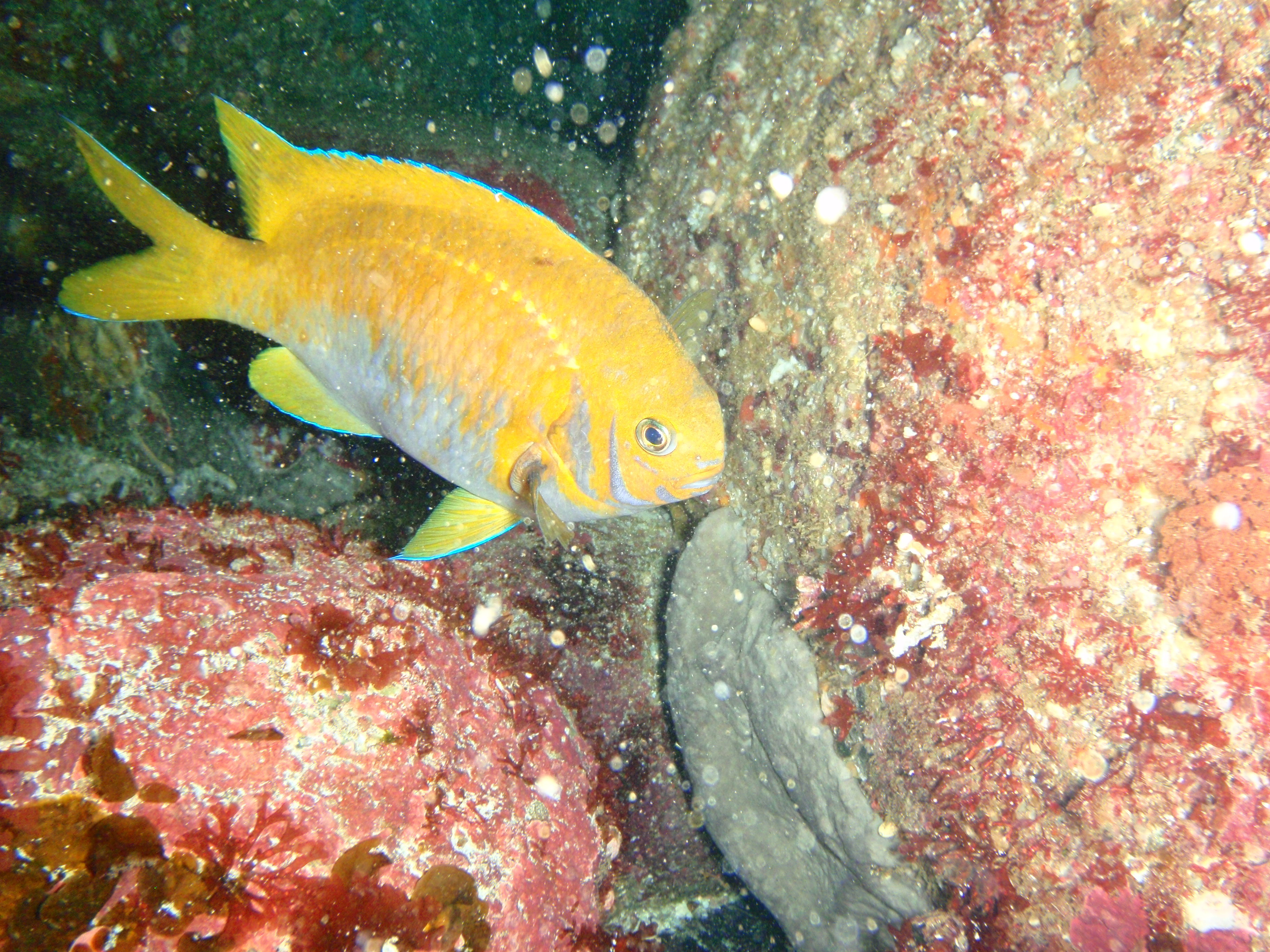
Parma victoriae